# Gmina Bielice
Die Gmina Bielice (deutsch: Beelitz) ist eine Landgemeinde im Powiat Pyrzycki in der polnischen Woiwodschaft Westpommern. Hauptsitz ist das Dorf Bielice. Die Gemeinde umfasst eine Fläche von 84,12 km², was 11,6 % der Gesamtfläche des Powiats entspricht. In Bezug auf die Flächengröße steht die Gmina an 101. Stelle von 114 Gemeinden in der Woiwodschaft Westpommern.
Die Zahl der Einwohner betrug im Jahr 2007 knapp 2952, von denen 560 im Amtsort Bielice wohnten.

## Geographie

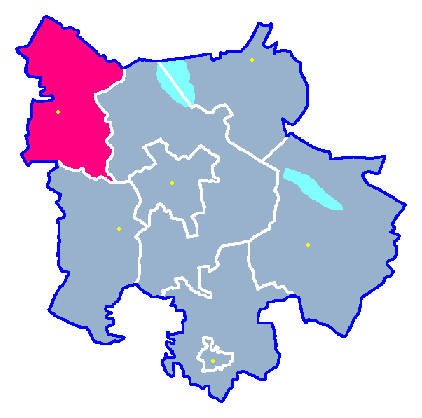
Die Lage der Gmina Bielice im Powiat Pyrzycki

Durch das Gemeindegebiet zieht sich von Südwesten nach Nordosten das Flüsschen Bielica, das nördlich von Swochowo (Schwochow) entspringt und nach 17 Kilometern in den Jezioro Będgoszcz (Bangastsee) mündet.
Nachbargemeinden der Gmina Bielice sind:
- Kozielice (Köselitz) und Gmina Pyrzyce (Pyritz) im Powiat Pyrzycki,
- Banie (Bahn), Gryfino (Greifenhagen) und Stare Czarnowo (Neumark) im Powiat Gryfiński (Kreis Greifenhagen).

Partnergemeinde in Deutschland ist die Gemeinde Tantow im Kreis Uckermark in Brandenburg.
Im gesamten Gemeindegebiet gilt die einheitliche Postleitzahl 74-202.

## Gemeindegliederung
Die Gemeinde Bielice umfasst zwölf Ortschaften, von denen jede als eigenes Schulzenamt fungiert:
| - Babin (Babbin) - Babinek (Klein Babbin) - Będgoszcz (Schützenaue) - Bielice (Beelitz) - Chabowo (Alt Falkenberg) - Chabówko (Neu Falkenberg) | - Linie (Leine) - Nowe Chrapowo (Neu Grape) - Nowe Linie (Neu Leine) - Parsów (Wartenberg) - Stare Chrapowo (Alt Grape) - Swochowo (Schwochow) |

## Verkehr

### Straßen
Nur zwei wenig bedeutende Nebenstraßen ziehen sich durch das Gebiet der Gmina Bielice, das im Übrigen von Landwegen erschlossen ist. Doch berührt die stark frequentierte Landesstraße 3 ganz im Nordosten den Ortsteil Będgoszcz (Schützenaue) und stellt eine Anbindung an das Straßenverkehrsnetz her.

### Schienen
Zwischen 1898 und 1996 befuhr eine Kleinbahn der Pyritzer Bahnen und danach der Polnischen Staatsbahn das heutige Gebiet der Gmina Bielice und war mit den Bahnstationen Nowe Chrapowo (Neu Grape), Stare Chrapowo (Alt Grape), Linie (Leine) und Bielice-Parsów (Beelitz-Wartenberg) "am Netz". Die nächste Bahnstation heute ist Pyrzyce (Pyritz).